# 變色龍 (漫威漫畫)
變色龍（英語：Chameleon），本名狄米崔·史莫迪耶科夫（Dmitri Smerdyakov），是漫威漫畫中的虛構超級反派角色，由史丹·李和史蒂夫·迪特科共同創作。變色龍首次於《The Amazing Spider-Man》#1中登場，是蜘蛛人第一個面對的超級反派，而且是獵人克萊文的同父異母的弟弟。

## 人物
狄米崔·阿納托利·尼古拉耶維奇·史莫迪耶科夫（Dmitri Anatoly Nikolayevich Smerdyakov）出生於蘇聯，是謝爾蓋·克拉維諾夫的僕人和同父異母的弟弟，最後成為古斯塔夫·菲爾斯的副手。雖然德米特里和謝爾蓋是朋友，但謝爾蓋卻經常辱罵他，導致德米特里對謝爾蓋既欽佩又怨恨，最後德米特里移民到美國。
因為在年輕時為自己創造了才能，透過模仿朋友和鄰居來打動他的兄弟，他使用了變色龍的身份，一個更令人印象深刻的偽裝。在他第一個已知的犯罪活動中，他偽裝成蜘蛛人，但他被暴露後被捕。不久之後，謝爾蓋來到美國，德米特里把他的老夥伴的目光放在了蜘蛛人身上，激勵他狩獵蜘蛛人，從此讓他脫變成獵人克萊文。在謝爾蓋自殺後，德米特里變得沉迷於蜘蛛人，因為他未能阻止謝爾蓋自殺而受苦。他攝取了血清，使他的臉永久沒有特色，和變得具有可塑性。

## 其他媒體

### 電影
- 漫威電影宇宙：由努曼·阿卡爾飾演。
  - 《蜘蛛人：離家日》（2019年）：在片中為尼克·福瑞招募的俄裔助手狄米崔。
- 索尼影業蜘蛛人宇宙：由佛列德·海辛爾飾演
  - 《獵人克萊文》（2024年）[1]

### 電視
- 《漫威超級英雄（英语：The Marvel Super Heroes）》：由湯姆·哈維配音[2][3]。
- 《蜘蛛人（英语：Spider-Man (1981 TV series)）》：由約翰·H·邁耶配音[4][5][6]。
- 《蜘蛛俠和他的驚奇朋友》：由漢斯·康里德配音[7][8]。
- 《蜘蛛人》：1994年動畫，由金·卡明思（英语：Jim Cummings）配音。
- 《神奇蜘蛛人》：由史蒂芬·布魯姆（英语：Steven Blum）配音[9]。
- 《漫威蜘蛛人》：2017年動畫，由派頓·奧斯瓦特配音。

### 遊戲
- 《蜘蛛人（英语：Spider-Man (1995 video game)）》[10]
- 《蜘蛛人：驚奇再起2》，由格倫·斯坦鮑姆配音。
- 《蜘蛛人2》[11]

## 外部連結
- Chameleon（页面存档备份，存于） 漫畫書數據庫
- Chameleon（页面存档备份，存于） 超級英雄數據庫
- Chameleon（页面存档备份，存于） 漫威漫畫數據庫